# Église de la cité
L'Église de la cité (portugais : Igreja da Cidade) est une megachurch chrétienne évangélique baptiste multisite basée à São José dos Campos, État de São Paulo, au Brésil. Elle est affiliée à la Convention baptiste brésilienne et l'Alliance baptiste mondiale. Son pasteur principal est Carlito Paes. L'église aurait 20,000 membres.

## Histoire

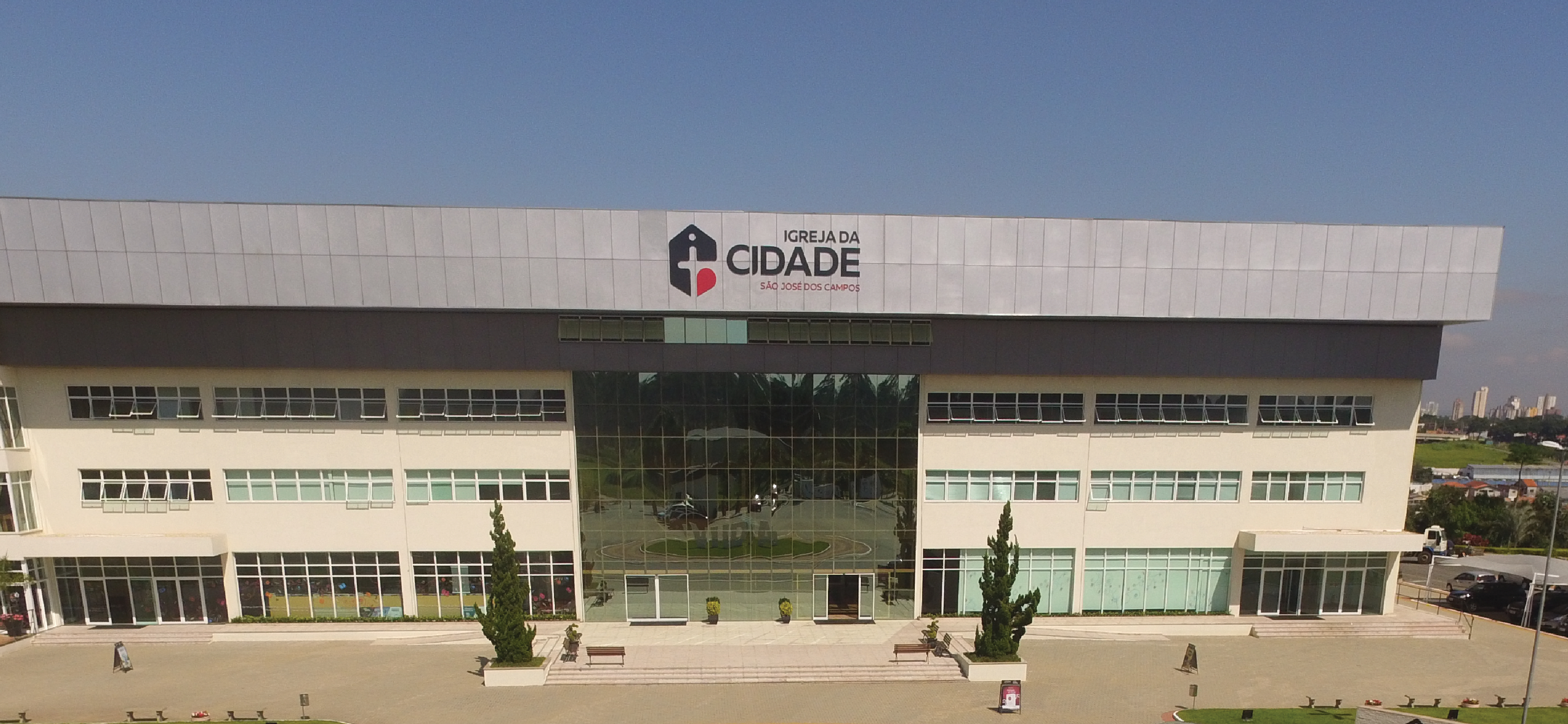
Bâtiment de l'église à São José dos Campos.

L'Église a été fondée en 1942 sous le nom de Igreja Evangélica Batista de São José dos Campos.  En 1982, elle a été renommée Primeira Igreja Batista em São José dos Campos.
Depuis 2003, elle organise chaque année un spectacle sur la vie de Jésus-Christ pour Pâques,.  En 2013, elle a fait la dédicace d’un nouveau bâtiment principal comprenant deux auditoriums, dont un auditorium de 6,000 places, un complexe sportif, des restaurants, des bureaux et une école élémentaire et secondaire, le Colégio Inspire,.  En 2015, elle avait ouvert 9 campus dans différentes villes du Brésil et a pris son nom actuel Igreja da Cidade .  En 2023, elle compterait 20,000 membres et 28 campus.

## Croyances
L’Église a une confession de foi baptiste et est membre de la Convention baptiste brésilienne .